# Mouzay, Indre-et-Loire

Mouzay este o comună în departamentul Indre-et-Loire, Franța. În 1 ianuarie 2022 avea o populație de 462 de locuitori.